# Schelto Patijn
Schelto Patijn (Den Haag, 13 augustus 1936 – Amsterdam, 15 juli 2007) was een Nederlands politicus. Hij was burgemeester van Amsterdam en lid van de Tweede Kamer der Staten-Generaal namens de Partij van de Arbeid.

## Levensloop
Patijn, lid van de familie Patijn, werd geboren als zoon van Connie Patijn, lid van de Tweede Kamer en kamerheer bij koningin Juliana, en jonkvrouwe Sara van Citters. Hij is een oudere broer van Michiel Patijn en stamt uit een patriciërsgeslacht dat al meerdere bestuurders had voortgebracht. Patijn werd vernoemd naar zijn grootvader van moeders zijde, Schelto van Citters.
Patijn volgde van 1948 tot 1954 het Vrijzinnig-Christelijk Lyceum te Den Haag. Hij studeerde vervolgens rechten aan de Rijksuniversiteit Utrecht en werd lid van het Utrechtsch Studenten Corps. Patijn studeerde in 1959 af. Hij vervulde zijn militaire dienstplicht waarin hij het tot reserve-eerste luitenant der Koninklijke Marechaussee bracht. In 1961-1962 volgde hij een post-academische studie te Washington D.C. Hierna was hij beleidsmedewerker bij de directie integratie Europa van het ministerie van Buitenlandse Zaken, tot hij in 1967 overstapte naar het Europa Instituut van de Rijksuniversiteit Leiden. Aanvankelijk was hij daar wetenschappelijk medewerker, maar in 1971 werd hij directeur van het instituut, als opvolger van de tot lid van het college van bestuur van de universiteit verkozen Herman Hendrik Maas. Patijn promoveerde in september 1973 aan de Universiteit Utrecht bij Jos Kapteyn op Het Europees Parlement, de strijd om zijn bevoegdheden.

### Kamerlid
In 1973 begon ook zijn politieke carrière. Patijn was vanaf 28 mei 1973 lid van de Tweede Kamer voor de PvdA was vanaf 3 juli van dat jaar tevens lid van het Europees Parlement. In de Tweede Kamer was hij woordvoerder Grondwets- en kiesrechtszaken, en woordvoerder Europese zaken. In 1978 diende hij samen met de Amsterdamse PvdA-parlementariërs Jan Schaefer en Nora Salomons een voorstel in om de Woonruimtewet te wijzigen ten aanzien van het tegengaan van leegstand.
Toen de Leegstandswet tot stand kwam, werd het voorstel ingetrokken. Van december 1978 tot augustus 1979 was Patijn voorzitter van een bijzondere commissie die moest onderzoeken wie weet had gehad van het oorlogsverleden van Willem Aantjes, hoe men aan deze kennis was gekomen en hoe die was gebruikt. Patijn stemde in 1980 voor een Nederlandse boycot van de Olympische Spelen in Moskou. Begin 1982 was hij kandidaat-burgemeester van Rotterdam, maar minister Van Thijn gaf de voorkeur aan de 42-jarige Bram Peper.
Bij de grondwetsherziening van 1983 speelde Patijn een belangrijke rol.

### Commissaris van de Koningin
Op 16 juni 1984 werd Patijn commissaris van de Koningin in de provincie Zuid-Holland. In die functie tekende hij op 30 augustus 1988 een besluit van Provinciale Staten houdende dat Gedeputeerde Staten voortaan geen toestemming van Provinciale Staten meer behoefden te vragen voor het gedurende korte termijn uitzetten van geld. De grens lag bij 200 miljoen gulden per transactie. Het besluit zou de opmaat tot de Ceteco-affaire blijken te zijn.

### Burgemeester gemeente Amsterdam
Per 1 juni 1994 werd Patijn burgemeester van de gemeente Amsterdam. Hij volgde Ed van Thijn op die in januari van dat jaar de overleden Ien Dales opgevolgd was als minister van Binnenlandse Zaken in het kabinet-Lubbers III. Hij was de beoogde Commissaris der Koningin van de nog te formeren stadsprovincie Amsterdam. De vorming van de stadsprovincie werd echter na een negatief uitgevallen referendum in mei 1995 (92 procent van de stemmers stemde tegen) door de gemeenteraad van Amsterdam afgeblazen.
Als burgemeester wilde Patijn aanvankelijk het aantal coffeeshops in de hoofdstad halveren. Hij kreeg binnen enkele jaren een koosnaam ("Ome Schel") en een fanclub. Veel kritiek kreeg hij echter op het aan banden leggen van de Vrijmarkt met Koninginnedag.
Patijn werd op 1 januari 2001 opgevolgd door Job Cohen. Na zijn vertrek als burgemeester bleef hij in Amsterdam wonen, tegen zijn aanvankelijke voornemen in om weer naar Den Haag terug te keren.

### Laatste jaren
In februari 2001 werd Patijn voorgedragen voor het vicevoorzitterschap van de PvdA, maar hij trok zich om gezondheidsredenen terug. In 2004 was Patijn voorzitter van een PvdA-projectgroep die het rapport Integratie en immigratie: aan het werk! schreef. In april 2005 volgde hij Eberhard van der Laan op als voorzitter van Stichting Groene Beheer, de bestuursstichting van De Groene Amsterdammer. In augustus van dat jaar werd hij voorzitter van de klachtencommissie asielbeleid.
Patijn was sinds 12 juli 1961 gehuwd met Elisabeth Stroink. Het paar kreeg drie kinderen waaronder Mariëtte Patijn. Nadat hij al een tijdje met gezondheidsproblemen kampte, overleed Schelto Patijn in de zomer van 2007 op 70-jarige leeftijd. Na een herdenkingsbijeenkomst in de Westerkerk werd Patijn in besloten kring begraven op de Amsterdamse begraafplaats Zorgvlied.

## Trivia
- Patijn stamt af van Michiel de Ruyter en was danspartner van prinses Beatrix.
- Tijdens zijn Amsterdamse periode werd een marihuanasoort naar hem genoemd ("Schelto-skunk").

- Biografisch Portaal: 12609386
- Digitale Bibliotheek voor de Nederlandse Letteren: pati007
- Gemeinsame Normdatei: 1150990945
- International Standard Name Identifier: 0000 0000 5082 3815
- Library of Congress Control Number: no91024728
- Nationale Bibliotheek van Israël: 987007333244305171
- Nederlandse Thesaurus van Auteursnamen: 068974108
- Parlement.com: vg09llf53ixz
- Système universitaire de documentation: 159062012
- Virtual International Authority File: 19244817
- WorldCat: E39PBJyCKwMQrdF6HjpFKHRMyd

1. ↑  Amsterdammers: nee tegen stadsprovincie, Trouw